# Vitosha Saddle
Der Vitosha Saddle (englisch; bulgarisch Витошка седловина Witoscha sedlowina) ist ein vereister und etwa 1050 m hoher Bergsattel mit südwestlich-nordöstlicher Ausrichtung auf der Livingston-Insel im Archipel der Südlichen Shetlandinseln. Im Levski Ridge der Tangra Mountains liegt er zwischen dem Great Needle Peak im Südwesten und dem Vihren Peak im Nordosten. Er ist Teil der Wasserscheide zwischen dem Huron-Gletscher im Norden und dem Magura-Gletscher im Süden. Sein Mittelpunkt liegt 1 km nordöstlich bis östlich des Great Needle Peak.
Die bulgarische Kommission für Antarktische Geographische Namen benannte ihn 2004 nach dem Witoschagebirge im Zentrum Bulgariens.